# Alexandru (împărat)

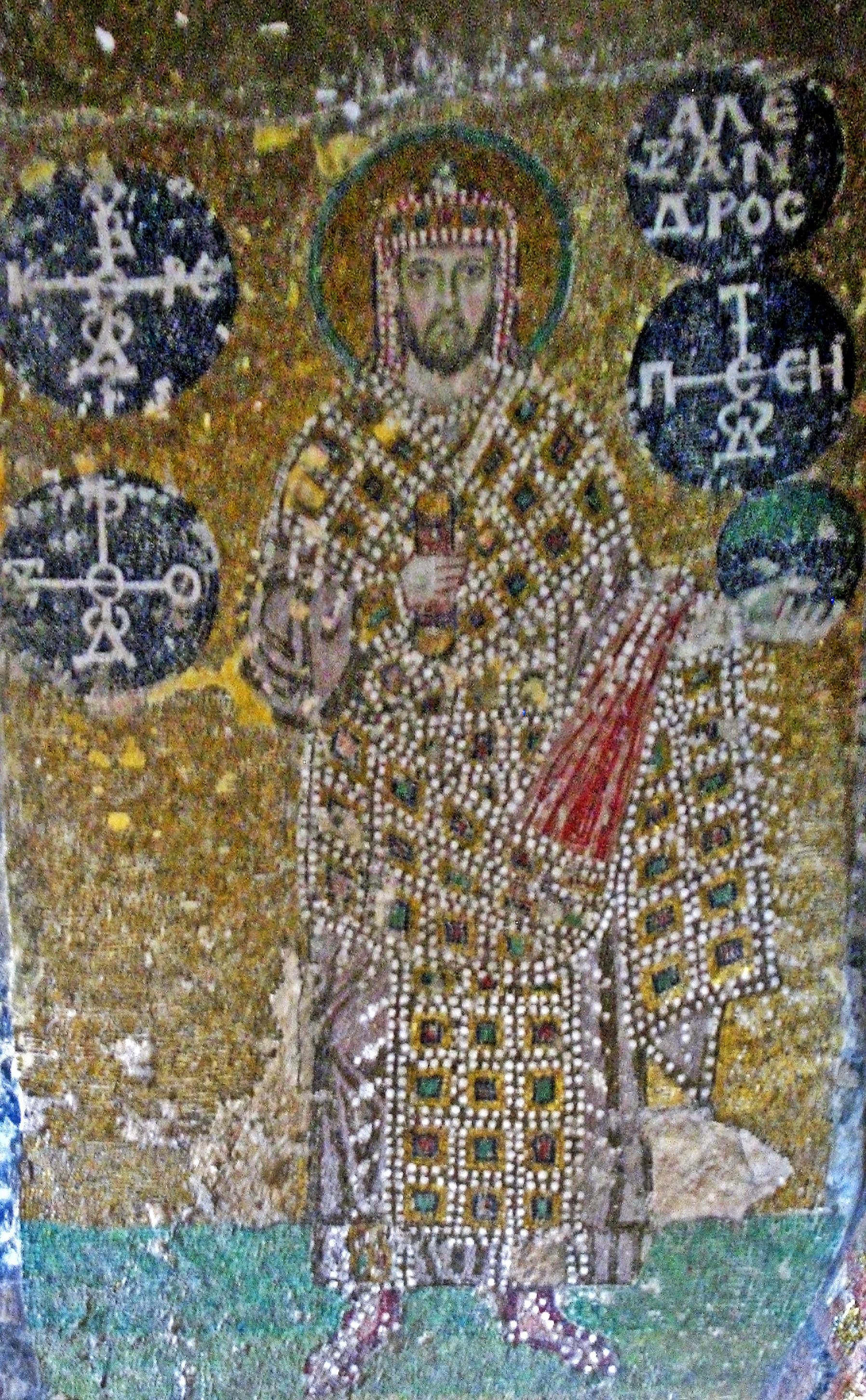
Mozaic bizantin din Constantinopol reprezentându-l pe împăratul Alexandru

Alexandru (n. 23 noiembrie 872 d.Hr., Constantinopol, Imperiul Roman de Răsărit – d. 6 iunie 913 d.Hr., Constantinopol, Imperiul Roman de Răsărit), a fost împărat bizantin între 912 și 913, al treilea fiu al lui Vasile I Macedoneanul și al Eudokiei Ingerina.
Alexandru a fost numit co-împărat în 879, iar în 912, la moartea fratelui său, devine împărat, dar împreună cu tânărul Constantin al VII-lea Porfirogenetul, nepotul său, asociat din 908. Când a devenit împărat, Alexandru a întâmpinat o rezistență (nu militară, ci politică) din partea foștilor partizani ai fratelui său. De asemenea, Alexandru a pornit un lung război cu bulgarii care a continuat și după moartea sa.
Unele sursele îl definesc pe Alexandru ca leneș, afemeiat și perfid. Una dintre dovezi este că Alexandru a vrut să-l castreze pe Constantin VII, linia dinastică continuându-se cu urmașii săi, nu ai fratelui său. Alexandru a murit în timpul unui joc de polo pe 6 iunie 913.
1. ↑  Alexander Byzantine emperor, Encyclopædia Britannica Online, accesat în 9 octombrie 2017
2. ↑  The Peerage